# 格罗斯·卡罗伊
格罗斯·卡罗伊（匈牙利語：Grósz Károly，發音：[ˈɡroːs ˈkaːroj]；1930年8月1日—1996年1月7日），是匈牙利社会主义工人党中央政治局委员、中央总书记、匈牙利人民共和国部长会议主席（总理）。

## 生平
1930年，出生于匈牙利东北部包爾紹德-奧包烏伊-曾普倫州米什科尔茨迪欧什卡尔的共产党家庭。 
1944年，在迪欧什卡尔机械厂当学徒。
1945年，加入匈牙利共产党。
1946年，在包尔绍德州印刷厂当印刷工。
1948年，任匈牙利民主青年联盟包爾紹德-奧包烏伊-曾普倫州委书记。
1950年，在匈牙利劳动人民党中央委员会宣传鼓动部工作。
1951年，授陆军中尉军衔，随部队在考波什堡和毛尔曹利驻防。
1954年，任包尔绍德-奥包乌伊-曾普伦州党委宣传鼓动部部长。
1956年，任包尔绍德-奥包乌伊-曾普伦州党委临时执行委员会委员、临时党委第二书记。
1958年，任包尔绍德-奥包乌伊-曾普伦州委党报《北部匈牙利》总编辑。
1959年，在匈牙利社会主义工人党中央高等政治学院学习。
1962年，任匈牙利国家广播电台和电视台党委书记。
1968年，任匈牙利社会主义工人党中央宣传鼓动部副部长。
1973年，任匈牙利社会主义工人党费耶尔州委员会第一书记。
1974年，任社会主义工人党中央宣传鼓动部部长。
1979年，任社会主义工人党包尔绍德-奥包乌伊-曾普伦州委员会第一书记。
1980年，为中央委员。
1984年，任社会主义工人党布达佩斯市委员会第一书记。
1985年，为中央政治局委员。
1987年，任总理。
1988年，兼任国防委员会主席。5月，任中央委员会总书记。12月，兼任党中央国际、法律和行政政策委员会主席。
1989年10月7日，被解除总书记职务。
1990年，退党。
1996年，逝世。

## 著作
- 《社会主义与现代化》（1987年）